# Občina Ivančna Gorica

Ivančna Gorica - Slovinsko

Občina Ivančna Gorica je jednou z 212 občin ve Slovinsku. Rozkládá se ve Středoslovinském regionu. Je jednou z 25 občin regionu. Rozloha občiny je 227,0 km² a v lednu 2014 zde žilo 15 963 lidí. V občině je celkem 137 vesnic. Správním centrem je vesnice Ivančna Gorica.

## Poloha, popis
Občinou prochází dálnice A2, spojující Lublaň s chorvatským Záhřebem. Napojení na dálnici je možné u vesnice Ivančna Gorica a Višnja Gora. Ve stejném směru v blízkosti dálnice prochází územím občiny také železniční trať.
Sousedními občinami jsou : Šmartno pri Litiji na severu, Trebnje na východě, Žužemberk na jihu a na jihovýchodě, Dobrepolje na jihozápadě, Grosuplje na západě.

## Vesnice v občině
Ambrus, Artiža vas, Bakrc, Boga vas, Bojanji Vrh, Bratnice, Breg pri Dobu, Breg pri Temenici, Breg pri Zagradcu, Brezovi Dol, Bukovica, Debeče, Dedni Dol, Dečja vas pri Zagradcu, Dob pri Šentvidu, Dobrava pri Stični, Dolenja vas pri Temenici, Čagošče, Češnjice pri Zagradcu, Fužina, Gabrje pri Stični, Gabrovčec, Gabrovka pri Zagradcu, Glogovica, Gorenja vas, Gorenje Brezovo, Gradiček, Grintovec, Griže, Grm, Hrastov Dol, Ivančna Gorica, Kal, Kamni Vrh pri Ambrusu, Kamno Brdo, Kitni Vrh, Kriška vas, Krka, Krška vas, Kuželjevec, Laze nad Krko, Leskovec, Leščevje, Lučarjev Kal, Mala Dobrava, Mala Goričica, Male Dole pri Temenici, Male Češnjice, Male Kompolje, Male Lese, Male Pece, Male Rebrce, Male Vrhe, Mali Kal, Mali Korinj, Malo Črnelo, Malo Globoko, Malo Hudo, Marinča vas, Mekinje nad Stično, Metnaj, Mevce, Mleščevo, Mrzlo Polje, Muljava, Nova vas, Obolno, Oslica, Osredek nad Stično, Petrušnja vas, Peščenik, Planina, Podboršt, Podbukovje, Podsmreka pri Višnji Gori, Pokojnica, Poljane pri Stični, Polje pri Višnji Gori, Potok pri Muljavi, Praproče pri Temenici, Primča vas, Pristava nad Stično, Pristava pri Višnji Gori, Pristavlja vas, Pungert, Pusti Javor, Radanja vas, Radohova vas, Ravni Dol, Rdeči Kal, Sad, Sela pri Dobu, Sela pri Sobračah, Sela pri Višnji Gori, Selo pri Radohovi Vasi, Sobrače, Spodnja Draga, Spodnje Brezovo, Stari trg, Stična, Stranska vas ob Višnjici, Sušica, Šentjurje, Šentpavel na Dolenjskem, Šentvid pri Stični, Škoflje, Škrjanče, Temenica, Tolčane, Trebež, Trebnja Gorica, Trnovica, Valična vas, Velika Dobrava, Velike Dole pri Temenici, Velike Češnjice, Velike Kompolje, Velike Lese, Velike Pece, Velike Rebrce, Velike Vrhe, Veliki Kal, Veliki Korinj, Veliko Črnelo, Veliko Globoko, Videm pri Temenici, Vir pri Stični, Višnja Gora, Višnje, Vrh pri Sobračah, Vrh pri Višnji Gori, Vrhpolje pri Šentvidu, Zaboršt pri Šentvidu, Zagradec, Zavrtače, Zgornja Draga, Znojile pri Krki.